# La Balsamine (série télévisée)
Pour les articles homonymes, voir balsamine.
La Balsamine est une série télévisée québécoise en 39 épisodes de 25 minutes en noir et blanc scénarisée par Jean Filiatrault et diffusée du 5 octobre 1962 au 28 juin 1963 à la Télévision de Radio-Canada.

## Fiche technique
- Scénarisation : Jean Filiatrault
- Réalisation : Jean Forget
- Société de production : Société Radio-Canada

## Distribution
- Marthe Thiéry : Louise Villeneuve
- Richard Martin : Bastien Villeneuve
- Paul Hébert : Hubert Villeneuve
- Guy Provost : Charles Mathieu
- Charlotte Boisjoli : Monique Mathieu
- Denise Provost : Jacqueline Villeneuve
- Béatrice Picard : Léontine Villeneuve
- Colette Courtois : Andréa
- Tania Fédor : Isabelle
- François Cartier : Georges Lahaise
- Jean Dalmain : François Thibault
- Gervais Lavoie : Pierrot
- Abla Farhoud : Anne-Marie Villeneuve
- Roland Chenail : Gérard
- Françoise Lemieux : Élise
- François Rozet : Notaire Bourdages
- Réjean Lefrançois : Claude
- Juliette Huot : mère de Léontine
- Monique Mercure : Infirmière
- Jean Nécastille : Amable